# Новый Бердяш
Новый Бердяш (баш. Яңы Бәрҙәш) — деревня в Караидельском районе Республики Башкортостан Российской Федерации. Административный центр Новобердяшского сельсовета.

## География

### Географическое положение
Находится на правом берегу реки Юрюзани.
Расстояние до:
- районного центра (Караидель): 45 км,
- ближайшей ж/д станции (Щучье Озеро): 107 км.

## История
Деревня Новый Бердяш в 1896 г. была известна как лесная пристань, из 2-ух дворов с 2 мужчинами. Прибыли из д. Абдулино, Байназаров Бадамша сыном. В 1920 г. Новый Бердяш  назван деревней с 17 дворами и со 108 башкирами, находившейся в 41 версте от центра Байкинской волости русского села Байки.

## Население
| 2002 | 2009 | 2010 |
| ---- | ---- | ---- |
| 280  | ↗304 | ↗309 |

Национальный состав
Согласно переписи 2002 года, преобладающая национальность — башкиры (98 %).